# 第43回世界遺産委員会

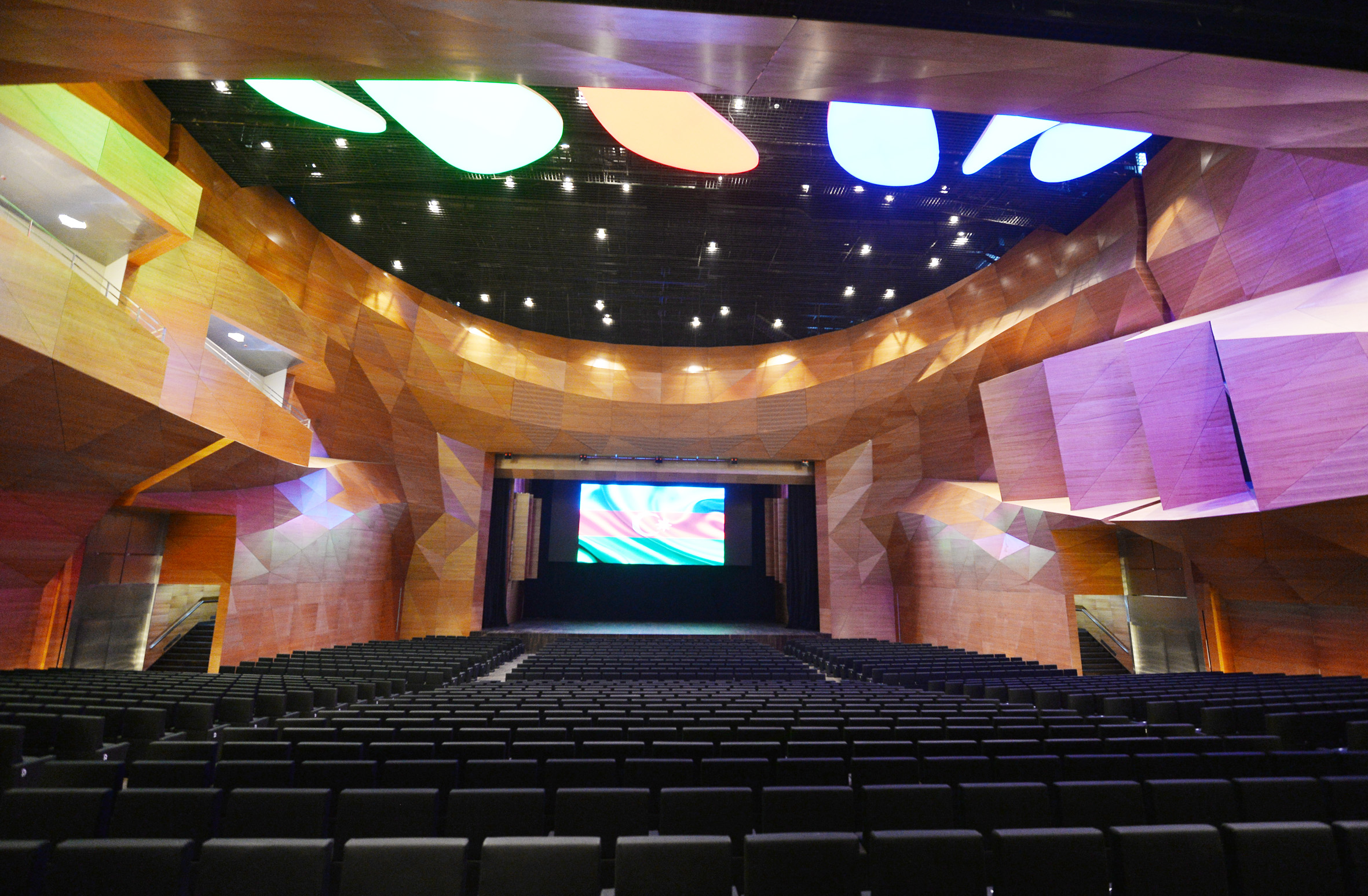
バクー・コングレス・センター内部

第43回世界遺産委員会（だい43かいせかいいさんいいんかい）は、2019年6月30日から7月10日の間、アゼルバイジャンの首都バクーで開催された世界遺産委員会の年次会議である。会場となったのはバクー・コングレス・センターである。文化遺産24件、自然遺産4件、複合遺産1件の計29件が登録された結果、世界遺産リスト登録物件の総数は1121件となった。

## 委員国
委員国は以下の通りである。地域区分はUNESCOに従っている。
| 議長国                 | アゼルバイジャン               | 議長 Abulfaz Garayev    |
| アジア・太平洋         | インドネシア                   | 副議長国                |
| アジア・太平洋         | キルギス                       |                         |
| アジア・太平洋         | 中華人民共和国                 |                         |
| アジア・太平洋         | オーストラリア                 | 報告担当者Mahani Taylor |
| アラブ諸国             | チュニジア                     | 副議長国                |
| アラブ諸国             | クウェート                     |                         |
| アラブ諸国             | バーレーン                     |                         |
| アフリカ               | ブルキナファソ                 | 副議長国                |
| アフリカ               | アンゴラ                       |                         |
| アフリカ               | ウガンダ                       |                         |
| アフリカ               | ジンバブエ                     |                         |
| アフリカ               | タンザニア                     |                         |
| ヨーロッパ・北アメリカ | ノルウェー                     | 副議長国                |
| ヨーロッパ・北アメリカ | スペイン                       |                         |
| ヨーロッパ・北アメリカ | ハンガリー                     |                         |
| ヨーロッパ・北アメリカ | ボスニア・ヘルツェゴビナ       |                         |
| カリブ・ラテンアメリカ | ブラジル                       | 副議長国                |
| カリブ・ラテンアメリカ | キューバ                       |                         |
| カリブ・ラテンアメリカ | グアテマラ                     |                         |
| カリブ・ラテンアメリカ | セントクリストファー・ネイビス |                         |

## 審議対象の推薦物件一覧
物件名に * 印が付いているものは既に登録されている物件の拡大登録などを示す。太字は正式登録（既存物件の拡大などについては申請用件が承認）された物件。英語名とフランス語名は諮問機関の勧告文書に基づいており、登録時に名称が変更された場合にはその名称を説明文中で太字で示してある。
第43回世界遺産委員会の審議で、新規に世界遺産保有国となった国はない。この時点で、世界遺産条約を締約している193か国のうち、世界遺産を保有していない国は26か国のままである。

### 自然遺産
| 画像 | 推薦名                                                  | 推薦国                               | 勧告            | 決議     | 登録基準       |
| --- | ------------------------------------------------------- | ------------------------------------ | --------------- | -------- | -------------- |
| | ヒルカニアの森林群                                      | イラン                               | 登録            | 登録     | (9)            |
| Hyrcanian Forests |                                                         | イラン                               | 登録            | 登録     | (9)            |
| Forêts hyrcaniennes |                                                         | イラン                               | 登録            | 登録     | (9)            |
| 第30回世界遺産委員会ではアゼルバイジャンが文化遺産としてヒルカニアの森林群を推薦したが、登録延期決議が出されていた。今回、自然遺産として推薦したイランの保護区群は生態系に関する価値を認められ、IUCNから「登録」を勧告された。世界遺産委員会は「注目すべき生物多様性がある」と評価した。IUCNの勧告では、将来的なアゼルバイジャンへの拡大も選択肢に挙げられている。 |                                                         |                                      |                 |          |                |
| | ケーンクラチャン森林保護区群                            | タイ                                 | 登録延期        | 情報照会 |                |
| Kaeng Krachan Forest Complex |                                                         | タイ                                 | 登録延期        | 情報照会 |                |
| Complexe forestier de Kaeng Krachan |                                                         | タイ                                 | 登録延期        | 情報照会 |                |
| 第39回世界遺産委員会、第40回世界遺産委員会では勧告、決議とも「情報照会」だった。今回の再推薦では、むしろ資産範囲の見直しが不適切として、IUCNの勧告は過去2回よりも一段階下の「登録延期」となった。世界遺産委員会は「隣接するミャンマーから具申された開発制限など住民生活への影響を再考慮すべき」とした。 |                                                         |                                      |                 |          |                |
| | 中国の黄海＝渤海湾沿岸の渡り鳥保護区群（第1段階）       | 中国                                 | 登録延期        | 登録     | (10)           |
| Migratory Bird Sanctuaries along the Coast of Yellow Sea-Bohai Gulf of China (Phase I) |                                                         | 中国                                 | 登録延期        | 登録     | (10)           |
| Sanctuaire d’oiseaux migrateurs le long du littoral de la mer Jaune et du golfe de Bohai de Chine (phase I) |                                                         | 中国                                 | 登録延期        | 登録     | (10)           |
| 該当する16件の保護区（計45万ヘクタール弱）のうち、塩城自然保護区の一部など19万ヘクタールほどを占める2件の保護区を先行推薦した案件である。しかし、IUCNは、推薦された範囲だけでは顕著な普遍的価値が証明されていないとして、「登録延期」を勧告した。世界遺産委員会は「東アジア - オーストラリア間フライウェイ全体保護に向けての第一歩としての意義があり、ラムサール条約などとの相乗効果が期待できる」と評価した。今後の展開に関する候補は国家重点保護湿地一覧および国家湿地公園一覧を参照。 |                                                         |                                      |                 |          |                |
| | ヴァトナヨークトル国立公園 - 火と氷の絶えず変化する自然 | アイスランド                         | 登録 / 情報照会 | 登録     | (8)            |
| Vatnajökull National Park - dynamic nature of fire and ice |                                                         | アイスランド                         | 登録 / 情報照会 | 登録     | (8)            |
| Parc national du Vatnajökull – la nature dynamique du feu et de la glace |                                                         | アイスランド                         | 登録 / 情報照会 | 登録     | (8)            |
| ヨーロッパ最大の氷帽氷河であるヴァトナヨークトル氷河は、氷の下にある火山の活動によって「氷河爆発」と呼ばれる大規模な洪水を引き起こす。IUCNはその地学的価値を認めて「登録」を勧告したものの、一部地域を含めるかについては「情報照会」を勧告した。審議では登録されたものの、勧告通り、一部地域は情報照会として登録が見送られた。 |                                                         |                                      |                 |          |                |
| | シーラの森林生態系                                      | イタリア                             | 取り下げ        | ――       |                |
| Sila Forests Ecosystems |                                                         | イタリア                             | 取り下げ        | ――       |                |
| Sila Forests Ecosystems [sic.] |                                                         | イタリア                             | 取り下げ        | ――       |                |
| 第41回世界遺産委員会でシーラ国立公園が推薦されたものの、正式な勧告前に取り下げられていた。今回も正式な勧告前に取り下げられた。 |                                                         |                                      |                 |          |                |
| | 地中海アルプス                                          | イタリア フランス モナコ             | 不登録          | 取り下げ |                |
| Alpi del Mediterraneo – Alpes de la Méditerranée |                                                         | イタリア フランス モナコ             | 不登録          | 取り下げ |                |
| Alpi del Mediterraneo – Alpes de la Méditerranée |                                                         | イタリア フランス モナコ             | 不登録          | 取り下げ |                |
| 地域についてはAlps–Mediterranean Euroregionも参照のこと。コート・ダジュール周辺の保護区を対象とし、登録されればモナコ初の世界遺産になるが、IUCNは国家レベルならともかく国際的なレベルでの価値を認められないとして「不登録」を勧告した。勧告に対し、推薦国は審議前に取り下げた。 |                                                         |                                      |                 |          |                |
| | クズルウルマク・デルタの湿地帯と鳥類保護区              | トルコ                               | 取り下げ        | ――       |                |
| Kızılırmak Delta Wetland and Bird Sanctuary |                                                         | トルコ                               | 取り下げ        | ――       |                |
| Zone humide et sanctuaire d’oiseaux du delta de Kızılırmak |                                                         | トルコ                               | 取り下げ        | ――       |                |
| クズルウルマク川の三角州を推薦するものだったが、正式な勧告前に取り下げられた。 |                                                         |                                      |                 |          |                |
| | フランス領南方地域の陸と海                              | フランス ( フランス領南方・南極地域) | 登録            | 登録     | (7), (9), (10) |
| French Austral Lands and Seas |                                                         | フランス ( フランス領南方・南極地域) | 登録            | 登録     | (7), (9), (10) |
| Terres et mers australes françaises |                                                         | フランス ( フランス領南方・南極地域) | 登録            | 登録     | (7), (9), (10) |
| フランス領南方・南極地域のクローゼー諸島、ケルゲレン諸島、アムステルダム島、サンポール島の保護区群を対象とする。IUCNは自然美、生態系、生物多様性の点から価値を認め、「登録」を勧告した。 |                                                         |                                      |                 |          |                |

### 複合遺産
| 画像 | 推薦名                                                                                | 推薦国     | 勧告 | 決議 | 登録基準           |
| --- | ------------------------------------------------------------------------------------- | ---------- | ---- | ---- | ------------------ |
| | オフリド地域の自然・文化遺産（北マケドニアの「オフリド地域の自然・文化遺産」の拡大）* | アルバニア | 承認 | 承認 | (1), (3), (4), (7) |
| Natural and Cultural Heritage of the Ohrid region [extension of “Natural and Cultural Heritage of the Ohrid region”,North Macedonia] |                                                                                       | アルバニア | 承認 | 承認 | (1), (3), (4), (7) |
| Patrimoine naturel et culturel de la région d’Ohrid [extension du « Patrimoine naturel et culturel de la région d’Ohrid», Macédoine du Nord] |                                                                                       | アルバニア | 承認 | 承認 | (1), (3), (4), (7) |
| オフリド湖とその周辺地域のうち北マケドニア部分はすでに世界遺産に登録されているが、それをアルバニア側にも拡大する提案。国際記念物遺跡会議(ICOMOS) と国際自然保護連合(IUCN) はともに拡大承認を勧告した。アルバニアにとって初の複合遺産となった。 |                                                                                       |            |      |      |                    |
| | パラチーの文化と生物多様性                                                            | ブラジル   | 登録 | 登録 | (5), (10)          |
| Paraty – Culture and Biodiversity |                                                                                       | ブラジル   | 登録 | 登録 | (5), (10)          |
| Paraty – culture et biodiversité |                                                                                       | ブラジル   | 登録 | 登録 | (5), (10)          |
| パラチーはヨーロッパに向けて黄金を運び出す港があった場所で、第33回世界遺産委員会では、その黄金の道などが文化遺産として推薦されていたが、複合遺産としての資産範囲見直しなどを求められ、登録延期が勧告されていた。複合遺産としての今回の再推薦では、ICOMOSは 文化的景観としての価値は証明されているとして「登録」を勧告し、IUCNも生物多様性の価値は証明されているとして「登録」を勧告した。登録名は「パラチーとイーリャ・グランジの文化と生物多様性」となった。世界遺産委員会は「自然遺産分野で取り込んだセラダボカイナ国立公園・フアティンガ生態保護区・イーリャ・グランジ州立公園・プライアドスル生物保護区は世界有数のホットスポットである」と評価した。 |                                                                                       |            |      |      |                    |

### 文化遺産
| 画像 | 推薦名                                                                     | 推薦国                                          | 勧告     | 決議     | 登録基準           |
| --- | -------------------------------------------------------------------------- | ----------------------------------------------- | -------- | -------- | ------------------ |
| | バッジ・ビムの文化的景観                                                   | オーストラリア                                  | 登録     | 登録     | (3), (5)           |
| Budj Bim Cultural Landscape |                                                                            | オーストラリア                                  | 登録     | 登録     | (3), (5)           |
| Paysage culturel Budj Bim |                                                                            | オーストラリア                                  | 登録     | 登録     | (3), (5)           |
| ビクトリア州のバッジ・ビム火山とそれが形成する地形は、アボリジニの伝統とも結びついている。ICOMOSはその文化的景観としての価値を認めて、「登録」を勧告した。原始的自然利水の好例で、養殖の営みのみならず、洪水抑止効果もあり、世界遺産委員会は「世界で最も古い水産養殖の1つであり、6千年間も経済的・社会的基盤を維持した根幹である」と評価した。 |                                                                            |                                                 |          |          |                    |
| | ラージャスターン州のジャイプル市街                                         | インド                                          | 登録延期 | 登録     | (2), (4), (6)      |
| Jaipur City, Rajasthan |                                                                            | インド                                          | 登録延期 | 登録     | (2), (4), (6)      |
| Cité de Jaipur, Rajasthan |                                                                            | インド                                          | 登録延期 | 登録     | (2), (4), (6)      |
| 18世紀に建設されたジャイプルの都市計画には、ヒンドゥー教、モンゴル、西洋の思想が投影されているとして、推薦された。ジャイプルではすでにジャンタル・マンタルが世界遺産になっているが、これも重複して構成資産に含まれる。ICOMOSは潜在的な価値を認めたものの、「登録延期」を勧告した。世界遺産委員会は「南アジアの都市計画と建築における模範的な発展例である」と評価した。 |                                                                            |                                                 |          |          |                    |
| | サワリントのオンビリン炭鉱遺産                                             | インドネシア                                    | 登録     | 登録     | (2), (4)           |
| Ombilin Coal Mining Heritage of Sawahlunto |                                                                            | インドネシア                                    | 登録     | 登録     | (2), (4)           |
| Patrimoine de la mine de charbon d’Ombilin à Sawahlunto |                                                                            | インドネシア                                    | 登録     | 登録     | (2), (4)           |
| オンビリン炭鉱はオランダ領東インドの時期に開かれた炭鉱で、インドネシア独立後にも採掘は続いたが、特に19世紀後半から20世紀初頭の植民地における技術の導入や交流、発展を伝えていることが評価された。世界遺産委員会は「単にヨーロッパの技術を導入しただけでなく、地域技術との融合がみられ、民間企業化された後も変わらぬ体制で経営されてきたのは、採掘・加工から輸送段階における効率化のための設計が最初から完成されていたものであることを例示している」と評価した。                                                                   |                                                                            |                                                 |          |          |                    |
| | 書院、韓国の性理学教育機関群                                               | 大韓民国                                        | 登録     | 登録     | (3)                |
| Seowon, Korean Neo-Confucian Academies |                                                                            | 大韓民国                                        | 登録     | 登録     | (3)                |
| Seowon, académies néo-confucéennes coréennes |                                                                            | 大韓民国                                        | 登録     | 登録     | (3)                |
| 第40回世界遺産委員会で推薦されたが、正式な勧告前に取り下げられた。今回は紹修書院、玉山書院、陶山書院、屏山書院、道東書院、藍渓書院、武城書院、筆巖書院、遯巖書院の9件が推薦され、すべてについて「登録」が勧告された。世界遺産委員会は「韓国で教育や社会的慣習という形で持続している性理学に関する文化的伝統の証拠であり、性理学という概念が条件に合わせて変化する歴史的なプロセスを示すという点で『卓越した普遍的価値』が認められる」と評価した。なお、韓国語名は単に「韓国の書院」（한국의 서원）となっている。                 |                                                                            |                                                 |          |          |                    |
| | 良渚古城遺跡                                                               | 中国                                            | 登録     | 登録     | (3), (4)           |
| Archaeological Ruins of Liangzhu City |                                                                            | 中国                                            | 登録     | 登録     | (3), (4)           |
| Ruines archéologiques de la cité de Liangzhu |                                                                            | 中国                                            | 登録     | 登録     | (3), (4)           |
| 新石器時代の良渚文化に属する良渚遺跡（良渚遺址）は1936年に発見され、その一部からは2007年に巨大な都市の遺跡「良渚古城遺跡」が発見された。ICOMOSからは初期の都市文明を伝える点などが評価され、「登録」を勧告された。世界遺産委員会は「中国の新石器時代後期には、稲作を柱とした社会の分化と信仰の統一が進み、初期的な地域国家ができていた。この他、城内（集落）の構造、分布、機能的区分けなどにより、この遺跡が優れた普遍的な価値を持つと認められる」と評価した。                                                                   |                                                                            |                                                 |          |          |                    |
| | 百舌鳥・古市古墳群-古代日本の墳墓群-                                       | 日本                                            | 登録     | 登録     | (3), (4)           |
| Mozu-Furuichi Kofun Group: Mounded Tombs of Ancient Japan |                                                                            | 日本                                            | 登録     | 登録     | (3), (4)           |
| Ensemble de kofun de Mozu-Furuichi : tertres funéraires de l’ancien Japon |                                                                            | 日本                                            | 登録     | 登録     | (3), (4)           |
| 仁徳天皇陵古墳（大山古墳）をはじめとする前方後円墳群45件49基を対象とする物件。49基のうち陵墓古墳29基で立ち入り調査が制限されている点などから、登録への懸念があったが、推薦された構成資産全ての登録が勧告された。 |                                                                            |                                                 |          |          |                    |
| | バガン                                                                     | ミャンマー                                      | 登録     | 登録     | (3), (4), (6)      |
| Bagan |                                                                            | ミャンマー                                      | 登録     | 登録     | (3), (4), (6)      |
| Bagan |                                                                            | ミャンマー                                      | 登録     | 登録     | (3), (4), (6)      |
| 「バガンの考古地域と記念建造物群」は、第21回世界遺産委員会で、「情報照会」と決議された。そのときに問題となったのは、ゴルフ場をはじめとする周辺環境との兼ね合いであった。それから20年以上を経た今回の推薦に対して、ICOMOSは「登録」を勧告した。世界遺産委員会は「生きている遺産であり、国民・住民の習慣や生活文化、哲学・芸術にまで影響を与えている存在」と評価した。 |                                                                            |                                                 |          |          |                    |
| | シエンクワーン県ジャール平原の巨大石壺遺跡群                               | ラオス                                          | 登録     | 登録     | (3)                |
| Megalithic Jar Sites in Xiengkhuang – Plain of Jars |                                                                            | ラオス                                          | 登録     | 登録     | (3)                |
| Sites de jarres mégalithiques de Xieng Khouang – plaine des Jarres |                                                                            | ラオス                                          | 登録     | 登録     | (3)                |
| チャンニン平原の別名ジャール平原の名はフランス語の Jarre（壺、甕）に由来し、この平原に巨大な壺型の墓と思われる遺物が残ることから名付けられた。ICOMOSは紀元前500年ころから少なくとも1000年程度続いた葬礼文化を伝えるものとしての価値を認め、「登録」を勧告した。 |                                                                            |                                                 |          |          |                    |
| | トルーシャル・ステイツの入り口、シャールジャ                               | アラブ首長国連邦                                | 取り下げ | ――       |                    |
| Sharjah: the Gateway to the Trucial States |                                                                            | アラブ首長国連邦                                | 取り下げ | ――       |                    |
| Sharjah : porte des États de la Trêve |                                                                            | アラブ首長国連邦                                | 取り下げ | ――       |                    |
| 正式な勧告前に取り下げられた。 |                                                                            |                                                 |          |          |                    |
| | バビロン                                                                   | イラク                                          | 登録     | 登録     | (3), (6)           |
| Babylon |                                                                            | イラク                                          | 登録     | 登録     | (3), (6)           |
| Babylone |                                                                            | イラク                                          | 登録     | 登録     | (3), (6)           |
| バビロンは第7回世界遺産委員会（1983年）で審議されたが、保全計画などの不備から「登録延期」を勧告されていた。今回の推薦でICOMOSは顕著な普遍的価値を認めて「登録」を勧告したものの、危機遺産リスト登録も同時に勧告した。世界遺産委員会は「文明発祥の地の遺跡を保護することは人類史の証拠を確保することになる」と評価した。危機遺産リスト入りについては、イラク当局が反対したこともあって見送られた。 |                                                                            |                                                 |          |          |                    |
| | サウジアラビアアスィール州の歴史的村落リジャル・アルマ                     | サウジアラビア                                  | 取り下げ | ――       |                    |
| The Historic Village of Rijal Almaa in Asir Region of Saudi Arabia |                                                                            | サウジアラビア                                  | 取り下げ | ――       |                    |
| Le village historique de Rijal Almaa dans la région d’Asir en Arabie saoudite |                                                                            | サウジアラビア                                  | 取り下げ | ――       |                    |
| 正式な勧告前に取り下げられた。 |                                                                            |                                                 |          |          |                    |
| | ディルムンの墳墓群                                                         | バーレーン                                      | 登録     | 登録     | (3), (4)           |
| Dilmun Burial Mounds |                                                                            | バーレーン                                      | 登録     | 登録     | (3), (4)           |
| Tombes de la culture Dilmun |                                                                            | バーレーン                                      | 登録     | 登録     | (3), (4)           |
| 第41回世界遺産委員会で推薦されたものの、正式な勧告前に取り下げられていた。王墓群を含む北部県・南部県に点在する21か所の遺跡を対象とする今回の推薦に対しては、ICOMOSは「登録」を勧告した。世界遺産委員会は「ペルシア湾におけるバーレーンが貿易拠点となり発展してゆく過程で埋葬方法も変化する変遷がたどれ、イスラム化以前の独自の埋葬伝統の形成を知ることができる」と評価した。 |                                                                            |                                                 |          |          |                    |
| | 古代製鉄遺跡群                                                             | ブルキナファソ                                  | 登録     | 登録     | (3), (4), (6)      |
| Ancient ferrous metallurgy sites |                                                                            | ブルキナファソ                                  | 登録     | 登録     | (3), (4), (6)      |
| Sites de métallurgie ancienne du fer |                                                                            | ブルキナファソ                                  | 登録     | 登録     | (3), (4), (6)      |
| 紀元前1千年紀には始まっていたと考えられる製鉄の遺構で、5つの構成資産から成る。ICOMOSは5件すべての登録を勧告したが、名称に国名を付けるべきこともあわせて勧告した。正式登録名は勧告通りに、「ブルキナファソの古代製鉄遺跡群」となった。世界遺産委員会は「低温での鉄鉱石融解を実現した自然通風による炉や独自の掘削方法で掘り出された採掘坑、製鉄を中心として形成された集落形状など、西洋とは全く異なる形で発達してきた産業技術の好例である」と評価した。                                                                            |                                                                            |                                                 |          |          |                    |
| | シャキの歴史地区とハーンの宮殿                                             | アゼルバイジャン                                | 不登録   | 登録     | (2), (5)           |
| Historic Centre of Sheki with the Khan’s Palace |                                                                            | アゼルバイジャン                                | 不登録   | 登録     | (2), (5)           |
| Centre historique de Sheki avec le palais du Khan |                                                                            | アゼルバイジャン                                | 不登録   | 登録     | (2), (5)           |
| 第41回世界遺産委員会で「不登録」勧告を受けたものの、審議では「情報照会」決議となった物件の再推薦。ICOMOSはなおも登録基準のいずれにも合致しないとして「不登録」を勧告した。しかし、委員会審議では、過去の情報照会決議との整合性などから登録が支持され、逆転での登録が認められた。 |                                                                            |                                                 |          |          |                    |
| | ジョドレルバンク天文台                                                     | イギリス                                        | 登録     | 登録     | (1), (2), (4), (6) |
| Jodrell Bank Observatory |                                                                            | イギリス                                        | 登録     | 登録     | (1), (2), (4), (6) |
| Observatoire de Jodrell Bank |                                                                            | イギリス                                        | 登録     | 登録     | (1), (2), (4), (6) |
| ジョドレルバンク天文台はマンチェスター大学に属する電波天文台である。ICOMOSは、20世紀半ばの光学天文学から電波天文学への移行段階を示すものとしての価値などを評価し、「登録」を勧告した。世界遺産委員会は「文化遺産分野における新たな取り組みとなる文化的特異点であり、天文遺産推進にも一役買う」と評価した。 |                                                                            |                                                 |          |          |                    |
| | コネリアーノとヴァルドッビアーデネのプロセッコ栽培丘陵群                   | イタリア                                        | 登録     | 登録     | (5)                |
| Le Colline del Prosecco di Conegliano a Valdobbiadene |                                                                            | イタリア                                        | 登録     | 登録     | (5)                |
| Les collines du Prosecco de Conegliano et Valdobbiadene |                                                                            | イタリア                                        | 登録     | 登録     | (5)                |
| 第42回世界遺産委員会では他のワイン生産地の世界遺産と異なる価値が示されていないことなどから「不登録」が勧告されたが、審議では登録を支持する意見もかなり出され、最終的に「情報照会」決議に落ち着いた。ICOMOSは今回の再推薦に対しては、登録を勧告した。世界遺産委員会は「他地域では見られないciglioni（チリオーニ＝縁などを意味するイタリア語ciglioneの複数形、ここではこの地方特有の小さな葡萄棚を指す）が複雑な地形に合わせて張り巡らされている風景が端的な文化的景観である」と評価した。                                         |                                                                            |                                                 |          |          |                    |
| | グロースグロックナー山岳道路                                               | オーストリア                                    | 登録延期 | 登録延期 |                    |
| Großglockner High Alpine Road |                                                                            | オーストリア                                    | 登録延期 | 登録延期 |                    |
| Haute route alpine du Großglockner |                                                                            | オーストリア                                    | 登録延期 | 登録延期 |                    |
| グロースグロックナー山岳道路は1924年から設計・建設が始まった山岳道路で、ICOMOSもいくつかの価値を認めうる余地があることを認めつつも、それが証明されていない等として「登録延期」を勧告した。審議でも勧告通りに登録延期となった。 |                                                                            |                                                 |          |          |                    |
| | ローマ帝国の国境線-ドナウのリーメス                                        | オーストリア · スロバキア · ドイツ · ハンガリー | 登録     | 情報照会 |                    |
| Frontiers of the Roman Empire – The Danube Limes |                                                                            | オーストリア · スロバキア · ドイツ · ハンガリー | 登録     | 情報照会 |                    |
| Les frontières de l’Empire romain – le limes du Danube |                                                                            | オーストリア · スロバキア · ドイツ · ハンガリー | 登録     | 情報照会 |                    |
| ローマ帝国の国境線はすでにイギリスとドイツの世界遺産として登録されているが、4か国175件の構成資産から成る本件は、それとは別の新規案件として推薦された。ICOMOSは全構成資産について登録を勧告した。しかし、勧告後にハンガリーが「構成資産候補のハジョギャリ島は政府としてレクリエーション活動ができるコミュニティスペース整備を目指している場所である」としてリストから削除したことで、正式登録は見送られた。 |                                                                            |                                                 |          |          |                    |
| | リスコ・カイドとグラン・カナリア島の聖なる山々の文化的景観                 | スペイン                                        | 登録     | 登録     | (3), (5)           |
| Risco Caido and the Sacred Mountains of Gran Canaria Cultural Landscape |                                                                            | スペイン                                        | 登録     | 登録     | (3), (5)           |
| Paysage culturel de Risco Caido et montagnes sacrées de Grande Canarie |                                                                            | スペイン                                        | 登録     | 登録     | (3), (5)           |
| 推薦されたのはかつての穴居人たちの遺跡を含む文化的景観で、ICOMOSは「登録」を勧告した。 |                                                                            |                                                 |          |          |                    |
| | プリオラート＝モンサン＝シウラナの地中海的モザイク、 農地の文化的景観      | スペイン                                        | 不登録   | 取り下げ |                    |
| Priorat-Montsant-Siurana, Mediterranean mosaic, agrarian cultural landscape |                                                                            | スペイン                                        | 不登録   | 取り下げ |                    |
| Priorat-Montsant-Siurana, mosaïque méditerranéenne, paysage culturel agricole |                                                                            | スペイン                                        | 不登録   | 取り下げ |                    |
| ICOMOSは、推薦された景観は他の地域でも見られるものとして登録基準のいずれにも適合しないと見なし、「不登録」を勧告した。推薦国は審議前に取り下げた。 |                                                                            |                                                 |          |          |                    |
| | クラドルビ・ナト・ラベムの儀礼用馬車馬の繁殖・訓練の景観                   | チェコ                                          | 情報照会 | 登録     | (4), (5)           |
| Landscape for Breeding and Training of Ceremonial Carriage Horses at Kladruby nad Labem |                                                                            | チェコ                                          | 情報照会 | 登録     | (4), (5)           |
| Paysage d’élevage et de dressage de chevaux d’attelage cérémoniels à Kladruby nad Labem |                                                                            | チェコ                                          | 情報照会 | 登録     | (4), (5)           |
| クラドルビ・ナト・ラベムは、かつてハプスブルク家が儀式に用いた馬（Kladruber）の産地である。ICOMOSはその価値は認めたものの、緩衝地帯の再検討などの保護上の問題を指摘し、「情報照会」を勧告した。約500年にわたって種馬の飼育を続けており（現在はチェコの国営牧場）、平坦で砂質の土地のほか、起伏がある平原や牧草地、森などを擁する独特の景観が評価され。 |                                                                            |                                                 |          |          |                    |
| | エルツ山地（クルスナホリ）鉱業地域                                         | チェコ · ドイツ                                 | 登録     | 登録     | (2), (3), (4)      |
| Erzgebirge/Krušnohoří Mining Region |                                                                            | チェコ · ドイツ                                 | 登録     | 登録     | (2), (3), (4)      |
| Région minière Erzgebirge/Krušnohoří |                                                                            | チェコ · ドイツ                                 | 登録     | 登録     | (2), (3), (4)      |
| エルツ山地（クルスナホリ）は12世紀から20世紀まで鉱業が営まれており、第40回世界遺産委員会で推薦されたが、正式な勧告前に取り下げられた。22件の構成資産から成る今回の推薦に対しては、ICOMOSは文化的景観としての価値を認め、登録を勧告した。世界遺産委員会は「ユニークな山岳文化景観を保持し、鉱業革新の地である」と評価した。 |                                                                            |                                                 |          |          |                    |
| | アウクスブルクの水管理システム                                             | ドイツ                                          | 登録     | 登録     | (2), (4)           |
| Water Management System of Augsburg |                                                                            | ドイツ                                          | 登録     | 登録     | (2), (4)           |
| Système de gestion de l’eau d’Augsbourg |                                                                            | ドイツ                                          | 登録     | 登録     | (2), (4)           |
| アウクスブルクはレヒ川とヴェルタハ川の合流点近くに位置し、かつては商業都市として、のちには水力を利用した工業都市として発達した。推薦された構成資産は運河、泉、水力施設など22件で、ICOMOSはその技術的側面の価値などを認め、登録を勧告した。世界遺産委員会は「14世紀から現在に至るまで、さまざまな段階を経て進化してきた運河網・給水塔・機械式ポンプ・噴水・水力発電所などがあり、今日も持続可能なエネルギーを供給し続けており、この水管理システムによって生み出された技術革新は水力工学のパイオニアと位置付けられる」と評価した。 |                                                                            |                                                 |          |          |                    |
| | ムドゥルヌの歴史的組合都市                                                 | トルコ                                          | 取り下げ | ――       |                    |
| Historic Guild Town of Mudurnu: Testimonies of Akhism |                                                                            | トルコ                                          | 取り下げ | ――       |                    |
| Ville historique des guildes de Mudurnu : témoignages de l’akhisme |                                                                            | トルコ                                          | 取り下げ | ――       |                    |
| 正式な勧告前に取り下げられた。 |                                                                            |                                                 |          |          |                    |
| | ノルマンディー上陸作戦（1944年）の海岸                                     | フランス                                        | 保留     | ――       |                    |
| Landing beaches, Normandy, 1944 |                                                                            | フランス                                        | 保留     | ――       |                    |
| Les Plages du Débarquement, Normandie, 1944 |                                                                            | フランス                                        | 保留     | ――       |                    |
| 前回の西部戦線関連の審議に際して、「最近」（recent）の紛争に関する遺産をどう扱うかについて第44回世界遺産委員会で扱うことになり、西部戦線関連遺産の審議はそれ以降に棚上げとなった。これを受けて、本推薦も審議が先送りされた。 |                                                                            |                                                 |          |          |                    |
| | ホーゲ・ケンペンの農業から鉱業への移行景観                                 | ベルギー                                        | 不登録   | 取り下げ |                    |
| Hoge Kempen Rural-Industrial Transition Landscape |                                                                            | ベルギー                                        | 不登録   | 取り下げ |                    |
| Paysage de transition rurale-industrielle de Hoge Kempen |                                                                            | ベルギー                                        | 不登録   | 取り下げ |                    |
| ホーゲ・ケンペンには19世紀半ばから20世紀半ばにかけて、旧来の田園地帯から、大規模な炭田（Kempens Bekken参照）へと急速に移り変わっていったことを伝える景観が残されているとして推薦された。しかし、ICOMOSは顕著な普遍的価値が示されていない等として不登録を勧告した。推薦国は審議前に取り下げた。 |                                                                            |                                                 |          |          |                    |
| | クシェミオンキの先史時代の縞状燧石採掘地域                                 | ポーランド                                      | 情報照会 | 登録     | (3), (4)           |
| Krzemionki prehistoric striped flint mining region |                                                                            | ポーランド                                      | 情報照会 | 登録     | (3), (4)           |
| Région minière préhistorique de silex rayé de Krzemionki |                                                                            | ポーランド                                      | 情報照会 | 登録     | (3), (4)           |
| クシェミオンキは新石器時代から青銅器時代にかけて縞状燧石（縞状フリント、striped flint）の採掘地だった。ICOMOSはその価値を認めたものの、範囲設定や管理面の問題などを挙げ、「情報照会」を勧告した。 |                                                                            |                                                 |          |          |                    |
| | ブラガのボン・ジェズス・ド・モンテ聖域                                     | ポルトガル                                      | 情報照会 | 登録     | (4)                |
| Sanctuary of Bom Jesus do Monte in Braga |                                                                            | ポルトガル                                      | 情報照会 | 登録     | (4)                |
| Sanctuaire du Bon Jésus du Mont à Braga |                                                                            | ポルトガル                                      | 情報照会 | 登録     | (4)                |
| バロック様式のボン・ジェズス・ド・モンテ聖域は、サクロ・モンテの一種である。ICOMOSはその価値を認めたものの、景観に関する情報の不足などを理由として「情報照会」を勧告した。 |                                                                            |                                                 |          |          |                    |
| | マフラの王家の建物ー宮殿、バシリカ、修道院、セルク庭園、狩猟公園（タパダ） | ポルトガル                                      | 情報照会 | 登録     | (4)                |
| Royal Building of Mafra – Palace, Basilica, Convent, Cerco Garden and Hunting Park (Tapada) |                                                                            | ポルトガル                                      | 情報照会 | 登録     | (4)                |
| Édifice royal de Mafra – palais, basilique, couvent, jardin du Cerco et parc de chasse (Tapada) |                                                                            | ポルトガル                                      | 情報照会 | 登録     | (4)                |
| マフラには18世紀初頭にジョアン5世が建てたマフラ国立宮殿をはじめとする施設群が残る（Cercoはポルトガル語で「囲んだ土地」や「修道院の裏庭」などの意味）。ICOMOSは顕著な普遍的価値を備えている可能性が高いとしつつも、その証明が不足している等として「情報照会」を勧告した。 |                                                                            |                                                 |          |          |                    |
| | トゥルグ・ジウのブランクーシ記念作品群                                     | ルーマニア                                      | 保留     | ――       |                    |
| Brâncusi Monumental Ensemble of Târgu Jiu |                                                                            | ルーマニア                                      | 保留     | ――       |                    |
| Ensemble Monumental de Brâncusi à Târgu Jiu |                                                                            | ルーマニア                                      | 保留     | ――       |                    |
| ブランクーシはトゥルグ・ジウに第一次世界大戦の戦没者を追悼する記念碑群を建てた。第39回世界遺産委員会では、ICOMOSからは無限柱に絞れば価値を認めうるとして「不登録」を勧告され、正式審議前に取り下げた。今回は、「最近」の紛争に関する遺産の審議ということで先送りされた。 |                                                                            |                                                 |          |          |                    |
| | 古都プスコフの記念物群                                                     | ロシア                                          | 登録     | 登録     | (4)                |
| Monuments of Ancient Pskov |                                                                            | ロシア                                          | 登録     | 登録     | (4)                |
| Monuments de l’ancien Pskov |                                                                            | ロシア                                          | 登録     | 登録     | (4)                |
| プスコフはロシアでも特に古い歴史を持つ都市のひとつであり、その防衛・宗教・行政などに関わる建物や史跡など18件が推薦された。ICOMOSはプスコフ派 (Pskov School of Architecture) の宗教建築のみに価値を認め、18件中10件のみについて「登録」を勧告し、登録名を変更すべきことも併せて勧告した。登録は勧告に沿った形になり、名称は「プスコフ建築派の聖堂群」となった。 |                                                                            |                                                 |          |          |                    |
| | フランク・ロイド・ライトの20世紀建築作品群                                 | アメリカ合衆国                                  | 登録     | 登録     | (2)                |
| The 20th-Century Architecture of Frank Lloyd Wright |                                                                            | アメリカ合衆国                                  | 登録     | 登録     | (2)                |
| Les oeuvres architecturales du XXe siècle de Frank Lloyd Wright |                                                                            | アメリカ合衆国                                  | 登録     | 登録     | (2)                |
| 第40回世界遺産委員会では10件の構成資産について「登録延期」を勧告され、審議では「情報照会」決議となった。今回は落水荘、ソロモン・R・グッゲンハイム美術館など8件が推薦され、ICOMOSはその顕著な普遍的価値を認めて「登録」を勧告した。世界遺産委員会は「オープンフロアプランを含むライトの「有機的建築」、外装と内装の間の境界のぼやけ、鋼鉄やコンクリートといった新素材の使用などが個人宅における現代建築の嚆矢となった」と評価した。                                                                                               |                                                                            |                                                 |          |          |                    |
| | ライティング＝オン＝ストーン/アイシナイピ                                  | カナダ                                          | 登録     | 登録     | (3)                |
| Writing-on-Stone / Áísínai’pi |                                                                            | カナダ                                          | 登録     | 登録     | (3)                |
| Writing-on-Stone/ Áísínai’pi |                                                                            | カナダ                                          | 登録     | 登録     | (3)                |
| アルバータ州のライティング＝オン＝ストーン州立公園/アイシナイピ国定史跡は、紀元前にさかのぼる岩絵が残されている地域で、ブラックフット族に神聖視されてきた場所である。ICOMOSは文化的景観としての価値を認め、登録を勧告した。世界遺産委員会は「神聖な風景に共鳴するスピリチュアルさを目に見える形で表している」と評価した。 |                                                                            |                                                 |          |          |                    |
| | ポート・ロイヤルの水没都市 – 残存・継続する文化的景観                      | ジャマイカ                                      | 登録延期 | 登録延期 |                    |
| Sunken City of Port Royal – A Relict and Continuing Cultural Landscape |                                                                            | ジャマイカ                                      | 登録延期 | 登録延期 |                    |
| La cité engloutie de Port Royal – un paysage culturel relique et vivant |                                                                            | ジャマイカ                                      | 登録延期 | 登録延期 |                    |
| ポート・ロイヤルは17世紀半ば以降、ジャマイカのイギリス植民地の首都だったが、1692年の地震で壊滅的被害を受け、首都はキングストンに移転した。この資産は、地震で水没した都市遺跡と陸上の残存する遺跡、その後に発達した都市建築を対象としている。ICOMOSは1692年に壊滅した都市遺跡のみに絞った場合に価値を認めうるとして、範囲の再考などを含めて「登録延期」を勧告した。ユネスコは水中文化遺産保護条約推進の観点から再推薦への協力を約束した。                                                                                         |                                                                            |                                                 |          |          |                    |
| | パナマの植民地時代の地峡横断道路                                           | パナマ                                          | 延期     | 延期     |                    |
| Colonial Transisthmian Route of Panamá |                                                                            | パナマ                                          | 延期     | 延期     |                    |
| La route transisthmique coloniale du Panamá |                                                                            | パナマ                                          | 延期     | 延期     |                    |
| パナマ地峡鉄道やパナマ運河以前にカリブ海と太平洋をつないだ横断道路のうち、カミノ・デ・クルセスなどを対象とする推薦である。既に登録されているパナマ・ビエホとパナマ歴史地区の再編が検討されている中で、ICOMOSはそれの拡大案件として本物件を位置づけたものの、拡大登録の「延期」を勧告した。 |                                                                            |                                                 |          |          |                    |

## 危機遺産

### リストからの除去
| 画像 | 登録名                                       | 保有国     | 世界遺産登録年 | 危機遺産登録年 |
| --- | -------------------------------------------- | ---------- | -------------- | -------------- |
| | ハンバーストーンとサンタ・ラウラの硝石工場群 | チリ       | 2005年         | 2005年         |
| 19世紀から20世紀に形成された硝石工場や、そこで働く労働者たちが暮らした都市の遺跡である。放棄されてからまともに手入れされてこなかったことなど、保全状況の問題などから、登録と同時に危機遺産リストにも記載されていたが、状況が改善したことから、リストから除去された。 |                                              |            |                |                |
| | イエス生誕の地:ベツレヘムの聖誕教会と巡礼路  | パレスチナ | 2012年         | 2012年         |
| 緊急案件として推薦され、ICOMOSからは否定的な見解も示されていたが、委員会審議の多数決で登録が決まり、建物の損傷なども踏まえて危機遺産リストにも同時に記載されていた。しかし、修復作業などが評価され、危機遺産リストから除かれた。この時点で3件あるパレスチナの世界遺産はいずれも登録と同時に危機遺産リストに記載されており、危機遺産リストから脱した物件は、これが初である。 |                                              |            |                |                |

### リストへの新規登録・再登録
| 画像 | 登録名                               | 保有国   | 世界遺産登録年 |
| --- | ------------------------------------ | -------- | -------------- |
| | カリフォルニア湾の島々と自然保護区群 | メキシコ | 2005年         |
| 世界遺産リストに登録された理由は、大陸島と海洋島を含む独自の生態系や自然美が評価されたものである。しかし、この地域の固有種であるコガシラネズミイルカ絶滅の恐れを理由に、危機遺産リストに記載した。 |                                      |          |                |

この他、以下の世界遺産が危機遺産リストへの掲載を検討されたが見送られた。
- シュンドルボン（バングラデシュ）
- ネセバルの古代都市（ブルガリア）
- オフリド地域の自然・文化遺産（アルバニア、北マケドニア）[注釈 8]
- カトマンズ盆地（ネパール）

## 名称変更
以下2件の名称変更が保有国から申請され、承認された。ウクライナの世界遺産の方は、キーウ（キエフ）の綴りのみが変更されたものである（綴りの違いの意味するところはキーウ#名称とその表記も参照）。
|              | 旧登録名 | 旧登録名                                                                                          | 新登録名 | 新登録名                                                                                         |
| ------------ | -------- | ------------------------------------------------------------------------------------------------- | -------- | ------------------------------------------------------------------------------------------------ |
| スリランカ   | 旧       | ダンブッラの黄金寺院                                                                              | 新       | ランギリ・ダンブッラの石窟寺院                                                                   |
| スリランカ   | 旧       | Golden Temple of Dambulla                                                                         | 新       | Rangiri Dambulla Cave Temple                                                                     |
| スリランカ   | 旧       | Temple d'Or de Dambulla                                                                           | 新       | Temple troglodyte de Rangiri Dambulla                                                            |
| ウクライナ · | 旧       | キエフの聖ソフィア大聖堂と関連する修道院群及びキエフ・ペチェールシク大修道院                      | 新       | キーウの聖ソフィア大聖堂と関連する修道院群及びキーウ・ペチェールシク大修道院                     |
| ウクライナ · | 旧       | Kiev: Saint-Sophia Cathedral and Related Monastic Buildings, Kiev-Pechersk Lavra                  | 新       | Kyiv: Saint-Sophia Cathedral and Related Monastic Buildings, Kyiv-Pechersk Lavra                 |
| ウクライナ · | 旧       | Kiev : cathédrale Sainte-Sophie et ensemble des bâtiments monastiques et laure de Kievo-Petchersk | 新       | Kyiv : Cathédrale Sainte-Sophie et ensemble des bâtiments monastiques et Laure de Kyiv-Petchersk |

## その他の議題
- 委員会の本開催を前にプレセッションとして2019年6月24日から4日間、アゼルバイジャン建築建設大学（英語版）において世界遺産ヤングプロフェッショナルフォーラムが開催され、世界遺産センターのメヒティルド・ロスラー（ドイツ語版）所長が世界遺産保護のために教育・科学・訓練・雇用の分野における若手専門家の育成体制の充実を図ることを表明し、このユースプロフォーラムを遺産保全のためのプラットフォームとして位置付けることとした[105]。
- プレセッションとして2019年6月27日に第3回世界遺産管理者フォーラムが開催され（於：バクー・コングレス・センター）、既登録地の担当者が参集し保存と活用に関した話し合いが行われ、世界遺産都市機構のような登録地間の横の繋がり（国際的ネットワーク）の各分野における形成や世界遺産における持続可能な開発について提唱があった[106][107]。
- 世界遺産における盗掘、文化財の違法な輸送、文化資材の違法な搾取、武力紛争地域における文化財や自然環境の破壊、地域紛争のような人為的災害の影響などに対処するため、ユネスコ・世界遺産委員会と世界遺産条約締約国との対話を促進し、保護・保存と管理の取り組み強化を目指す「バクー宣言」が決議され、委員会最終日に採択される予定[108]。
- 世界遺産委員会における新規登録審査において、諮問機関（ICOMOS・IUCN）の勧告を政治的思惑で覆す事態（下記委員会に対する批評参照）が増えていることを憂慮し、学術的観点である事前評価を重視することを再確認し、推薦国が世界遺産センターへ提出する暫定版推薦書受理の段階から諮問機関が携わることとした。また、事前審査での現地調査費用の増加（第42回世界遺産委員会#その他の話題参照）に伴い、その費用を推薦国に負担してもらうことも決めた[109]。
- 2017年の世界遺産委員会において気候変動や自然災害がもたらす世界遺産への影響を検討したことをうけ（第41回世界遺産委員会#その他の議題参照）、憂慮する科学者同盟が「Climate Vulnerability Index（CVI・気候脆弱性指数）」という指標を策定し、これに基づき環境負荷が懸念される世界遺産を抽出して分析したところ、ガラパゴス諸島・イースター島・イエローストーン国立公園などで影響が確認されたことを発表。今後ユネスコとしてCVIを採用してモニタリングに充てることを検討[110]。
- 昨年の世界遺産委員会において世界遺産と水資源やダムに関する問題が協議されたことをうけ（第42回世界遺産委員会#その他の議題参照）、NPO団体のWorld Heritage Watchが抽出した50の世界遺産の内42カ所が水インフラにより水生生態系が脅かされていることを世界水力発電会議（英語版）で「世界遺産と水力発電」と題して発表したことを報告し、ユネスコ・世界遺産センター・世界遺産委員会としても本格的に取り組むことを確約[111]。
- 世界遺産を観光資源と位置づけ（遺産の商品化）、持続可能な観光を追及すべく、昨年の世界遺産委員会に引き続きライフ・ビヨンド・ツーリズム（英語版）をヘリテージツーリズムに応用する協議（第42回世界遺産委員会#その他の議題参照）が行われた[112]。なお、ライフ・ビヨンド・ツーリズムは2019年10月25～26日に北海道で開催される第14回20か国・地域首脳会合（G20サミット）の観光大臣会合でも協議される。
- 遺産の資源利用など世界遺産における資源開発に関した協議が行われ、戦略的環境アセスメントの重要性が確認されたほか、国家事業などから順次計画の見直す検討を促したり、例えば発電所などは緩衝地帯であっても造るべきではないといった具体的な指針も提示[113]。さらに石炭火力発電に伴う排出粉塵が生態系に及ぼす影響を指摘し、2021年までに世界遺産域の石炭火力発電所の存在を見直すことも示唆[114]。
- 2015年に保全状況確認（SOC）が行われた際に指摘事項があった知床（第39回世界遺産委員会#その他の議題参照）の審査が行われ、サケの産卵環境を向上させるため遡上を妨げているルシャ川のダム中央部を撤去するなどの環境改善策を示し評価されたが、漁業被害防止を目的としたトドの駆除に関してその必要性を示すデータが不足しているとして捕獲量の見直しが要請され2020年12月1日までに次回報告書の提出が求められた[115]。
- 2016年に保全状況確認（SOC）が行われた際に指摘事項があった富士山-信仰の対象と芸術の源泉（第40回世界遺産委員会#その他の議題参照）の審査が行われ、登山道の混雑回避などの取り組みを盛り込んだ日本政府の報告書を承認[116]。今回は審査時間節約のため委員会開催前に事前審査を実施しており、富士山に関しては概ね了承が出されていた[117]。なお、2019年になり再浮上した富士山における鉄道構想については報告されていない。
- 2020年分登録審査対象の確認を行い、日本の奄美大島、徳之島、沖縄島北部及び西表島も取り上げられた。2020年から全体審議数の上限が35件となり登録数の少ない国を優先されるため、推薦物件が多い場合には日本からの推薦が受理されない可能性もあったが[118]、推薦締め切りの2019年2月1日時点で29件の届け出しかなかったため審査が受けられることは確定した。なお、2003年から毎年登録物件を増やし続け、今委員会で文化遺産と自然遺産を一件毎登録したことで所有数が55件となりイタリアと並ぶ世界1位タイとなった中国からの推薦が途絶えることとなった[119]（暫定リスト掲載は2019年1月末の更新時点で61件ある[120]）。
- 次回の第44回世界遺産委員会は2020年6月29日から7月9日に中国の福州市で開催することが決まった[121]。その議長には、田学軍（中国語版）（Tian Xuejun）教育部副部長（日本の文部科学省副大臣に相当）を選任[122]。中国での開催は2004年に蘇州で開催した第28回以来、二回目となる予定だったが、2020年4月中旬に、新型コロナウイルス感染症の流行を理由に日程の延期が決まった（2021年にオンライン・ミーティングの形で開催される予定）[121]。

## その他の話題
- 昨年の第42回世界遺産委員会においてバクーでの委員会開催が決まってから約一か月となる2018年8月9日、イルハム・アリエフアゼルバイジャン大統領は世界遺産委員会開催のための組織委員会を設立し、メフリバン・アリエヴァ副大統領（ユネスコ親善大使）・外務大臣・財務大臣・情報通信技術大臣・内務副大臣・教育副大臣・青年スポーツ副大臣・国家税関委員会副会長・国家安全保障局副局長・国家移民局副局長・国境局副局長・アゼルバイジャン国営放送（英語版）会長・アゼルバイジャン航空副会長らを委員として選任し、国家を上げての万全の体制を構築した[123]。
- 本委員会のバクー開催について議長となるAbulfas Garayev文化大臣は、「委員会の誘致成功には2013年にバクーで開催した無形文化遺産の第8回政府間委員会開催とその成功が評価されてのこと」と談話を述べた[124]。
- 開会式に先駆けアリエフ大統領および組織委員会とユネスコのオードレ・アズレ事務局長ら代表団が会見し、イスラム教国のアゼルバイジャンが異文化間対話を積極的に行うバクープロセス（英語版）に従い文化的不寛容を払拭し、国内のゾロアスター教やキリスト教の文化を保護していることを評価し、国立科学博物館設立計画へのユネスコの支援を表明した[125]。
- 開会式はヘイダル・アリエフ・センターで行われ、アリエヴァ副大統領が開会の挨拶を務めた[126]。→副大統領の挨拶全文「First Vice-president Mehriban Aliyeva attends the opening ceremony of UNESCO World Heritage Committee’s 43rd Session」（副大統領の個人サイト）
- 開会式においてアズレ事務局長は「世界遺産は対立する集団間を分かつものではなく、懸け橋になるべき。また信頼性を保証する科学的専門知識によるものであるからこそ、共通の善についての対話のための貴重な場になりうる」とコメント、ユネスコ理事会のイ・ビョンヒョン（李炳賢・이병현）理事長は被災したノートルダム大聖堂の再建策に対して関係各方面からの各種の支援が寄せられたことに感謝の辞を述べた[127]。
- 委員会議長を務めるAbulfas Garayev文化大臣は開会式後の記者会見で、「アゼルバイジャンの国土であるナゴルノ・カラバフにおいてキリスト教徒のアルメニア系住民が多くの文化遺産（イスラム教のモスク）を破壊しており、ユネスコに対し長らく現状視察を申し入れてきたが、アルメニアが妨害している」と名指しで批判[128]、これをうけユネスコも「アゼルバイジャン滞在中に安全が確保されるならばナゴルノ・カラバフへの訪問を検討する」と回答した[129]。このことに関してアルメニアがユネスコに対して正式な苦情を提出した[130]。
- 上述のようにアゼルバイジャンと隣国アルメニアはナゴルノ・カラバフ戦争を経て停戦しているとはいえ緊迫が続く関係にあり、アゼルバイジャン外務省はアルメニアが世界遺産委員会に対して威力妨害などを仕掛けることを危惧し、委員会開催にあたり特別な保安体制を敷いたことを明らかにした[131]。
- 開会に際し、ユネスコのアズレ事務局長はじめ委員会参加者らがアゼルバイジャンの世界遺産ゴブスタンの岩絵の文化的景観を見学した[132]。
- 委員会開催を記念しバクーにて、無形文化遺産に登録されているアゼルバイジャン伝統の「絨毯」・「ケラガイ（英語版）（女性用スカーフ）」・「ラフジ（英語版）の銅細工」[133]といった工芸品を紹介するフェスティバルが開催された[134]。
- 委員会開催を記念しアゼルバイジャン国立図書館（英語版）にて、上述の伝統工芸品に関する資料やユネスコ世界の記憶（記憶遺産）に登録されている史料[135]が特別公開された[136]。
- 昨年の世界遺産委員会においてパレスチナの世界遺産ヘブロン旧市街のマクペラ洞穴修復計画をユネスコのオードレ・アズレ事務局長が中立的な立場からユネスコ主導で修復を行いたい旨を表明して承認されたが（第42回世界遺産委員会#その他の議題参照）、これに対しイスラエル・ヘブライ大学のシモン・サミュエルズ博士（Dr.Shimon Samuels）が「マクベラ洞穴の修復はイスラエルに行わせるべき」との書簡を委員会宛に提出した[137][注釈 9]。
- 昨年の世界遺産委員会において明治日本の産業革命遺産 製鉄・製鋼、造船、石炭産業における朝鮮人強制連行を解説する施設建設が実現されていないことに韓国が異議申し立ての動議を発動したが（第42回世界遺産委員会#その他の議題参照）、今回ソ・ギョンドク誠信女子大学校客員教授が個人的に「少なくとも軍艦島は世界遺産の登録を抹消すべき」との書簡を委員会宛に提出した[138]。

## 委員会に対する批評
日程の長期化により委員会開催にかかる運営費用の増大が問題となっているが（第42回世界遺産委員会#委員会への批判参照）、産油国であるアゼルバイジャンは潤沢なオイルマネーにより新築で設備が充実した施設が多く、多くの国際会議を誘致している実績があり、途上国では提供できない快適な状況を提供しており、今後の開催希望都市へのプレッシャーを与えかねない。
アゼルバイジャンはイスラム教国ながら世俗主義で、キリスト教社会との接点も多いことから西洋世界の評判も良く、異文化間対話を積極的に行うバクープロセスはユネスコも高く評価している。一方で事実上の一党独裁制で専制的な側面もあり、強気な姿勢の表れなのか、自国の推薦物件である「シャキの歴史地区とハーンの宮殿」の登録審査では、事前勧告では不登録だったものを、Abulfas Garayev議長が議事進行役を離れ文化大臣の肩書で委員国の委員として列席するという前代未聞の状態でシャキの歴史地区とハーンの宮殿の素晴らしさを力説して登録に持ち込んだ。シャキの歴史地区とハーンの宮殿が登録された7月7日夜、アゼルバイジャン大統領宮殿において大統領主催の登録記念祝賀パーティーが予定通り開催された。この逆転登録とは対照的に、不登録勧告をうけた案件を取り下げた推薦国に「世界遺産条約の精神に則っている」と拍手を送る場面もあった。
他方、2019年1月1日付でユネスコを脱退したアメリカが「フランク・ロイド・ライトの20世紀建築作品群」を推薦し登録となった。米国務省は「（ユネスコは脱退したが）世界遺産条約を破棄したわけではなく、世界遺産基金も納付しており推薦の権利はある」としたことで、今後模倣追従する国が現れないか危惧される。
ユネスコ関係者もさまざまなコメントを発したノートルダム大聖堂の火災後の再建に関して今回の委員会では議題にされないことが確定し、世界遺産の管理者として無責任との批判が噴出している。
今委員会において登録されたイタリアの「コネリアーノとヴァルドッビアーデネのプロセッコ栽培丘陵群」に関して、2007年に端を発した世界金融危機（世界同時不況）により高額なフランスのシャンパン離れから、安価で高品質なプロセッコ（スパークリングワイン）に注目が集まり大幅な売上増加となったことで（2015年の売り上げは前年比75％増）、急遽増産植栽を行ったため土地が痩せ2016年には収穫量が50%も落ちたばかりか、大雨で土壌流出が発生し世界遺産として評価された景観を形成するシグリオニも崩壊した。こうしたことからユネスコと世界遺産委員会は登録審査に際して学術的価値の精査のみならず、経済活動が伴う稼働遺産ではその経済的現況や社会背景にも注意を払うべきとの意見が出されている。